# 1979年世界大賽
1979年世界大賽是由代表美聯的巴爾的摩金鶯與代表國聯的匹茲堡海盜在世界大賽中對決。最後由海盜4勝3敗打敗金鶯，拿下世界大賽冠軍。
這年金鶯隊採用國聯的規則，因此投手在主場也要下場打擊。雖然讓隊上投手Tim Stoddard敲出季後賽首安，不過主要擔任指定打擊的Lee May也因此被限縮了上場機會。
海盜隊也成為20世紀最後一支在世界大賽第7場贏球的客場球隊，大聯盟一直到2014年才又出現下一支在世界大賽第7場贏球的客場隊伍。

## 總結
國聯 匹茲堡海盜（4）- 美聯 巴爾的摩金鶯（3）
| 場次 | 比數           | 日期     | 地點       | 觀眾  |
| ---- | -------------- | -------- | ---------- | ----- |
| 1    | 海盜 4，金鶯 5 | 10月10日 | 紀念體育場 | 53229 |
| 2    | 海盜 3，金鶯 2 | 10月11日 | 紀念體育場 | 53239 |
| 3    | 金鶯 8，海盜 4 | 10月12日 | 三河體育場 | 50403 |
| 4    | 金鶯 9，海盜 6 | 10月13日 | 三河體育場 | 51378 |
| 5    | 金鶯 1，海盜 7 | 10月14日 | 三河體育場 | 51377 |
| 6    | 海盜 4，金鶯 0 | 10月16日 | 紀念體育場 | 44174 |
| 7    | 海盜 4，金鶯 1 | 10月17日 | 紀念體育場 | 47291 |

## 逐場結果

### 第一戰：10月10日
馬里蘭州，巴爾的摩，紀念體育場
| 匹茲堡海盜 | 0 | 0 | 0 | 1 | 0 | 2 | 0 | 1 | 0 | 4 | 11 | 3 |
| 巴爾的摩金鶯 | 5 | 0 | 0 | 0 | 0 | 0 | 0 | 0 | X | 5 | 6  | 3 |
| 勝投： Mike Flanagan（1–0） 敗投： Bruce Kison（0–1） 全壘打： 海盜：威利·史塔格爾（8上,1分） 金鶯：Doug DeCinces（1下,2分） |   |   |   |   |   |   |   |   |   |   |    |   |

金鶯隊在第一局就打下5分，不僅為世界大賽揭開序幕，也將對方先發Bruce Kison打退場。
雖然先發只撐了0.1局，不過海盜隊其他投手倒是很爭氣，合計投了7.2局只被敲出3支安打無失分。
有了後援守住局面，海盜隊也得以慢慢追分。其中威利·史塔格爾先在4局上幫助球隊打破鴨蛋，8局上又開轟，讓球隊追到剩下1分差距。不過Mike Flanagan仍以9局7次三振失4分的表現，讓金鶯隊拿下第一場勝利。

### 第二戰：10月11日
馬里蘭州，巴爾的摩，紀念體育場
| 匹茲堡海盜                                                                                       | 0 | 2 | 0 | 0 | 0 | 0 | 0 | 0 | 1 | 3 | 11 | 2 |
| 巴爾的摩金鶯                                                                                     | 0 | 1 | 0 | 0 | 0 | 1 | 0 | 0 | 0 | 2 | 6  | 1 |
| 勝投： 唐·羅賓森（1–0） 敗投： Don Stanhouse（0–1） 全壘打： 海盜：無 金鶯：艾迪·莫瑞（2下,1分） |   |   |   |   |   |   |   |   |   |   |    |   |

先前落敗的海盜隊，在2局上連敲3支安打拿下2分，而金鶯隊的艾迪·莫瑞在下半局隨即開轟緊咬比分。
6局下，Ken Singleton先是敲出安打上壘。艾迪·莫瑞又跳出來建功，他敲出二壘安打幫助金鶯追平比數。
兩隊僵持到9局上，海盜隊在2出局後攻占滿壘。Manny Sanguillen敲出關鍵安打，讓海盜拿下超前分。終場他們就以這一分拿下勝利。

### 第三戰：10月12日
賓夕法尼亞州，匹茲堡，三河體育場
| 巴爾的摩金鶯                                                                                              | 0 | 0 | 2 | 5 | 0 | 0 | 1 | 0 | 0 | 8 | 13 | 0 |
| 匹茲堡海盜                                                                                                | 1 | 2 | 0 | 0 | 0 | 1 | 0 | 0 | 0 | 4 | 9  | 2 |
| 勝投： Scott McGregor（1–0） 敗投： John Candelaria（0–1） 全壘打： 金鶯：Benny Ayala（3上,2分） 海盜：無 |   |   |   |   |   |   |   |   |   |   |    |   |

海盜隊一樣在比賽前段就有了攻勢，不過Scott McGregor在遭遇前段亂流後穩住陣腳，後來他投出9局失4分的完投勝。
金鶯雖然開局陷入落後，但是Benny Ayala的2分砲開啟了球隊的反撲。Kiko Garcia的清壘三壘安打更是給了海盜隊重傷害，終場金鶯便以8比4逆轉奪勝。

### 第四戰：10月13日
賓夕法尼亞州，匹茲堡，三河體育場
| 巴爾的摩金鶯                                                                                           | 0 | 0 | 3 | 0 | 0 | 0 | 0 | 6 | 0 | 9 | 12 | 0 |
| 匹茲堡海盜                                                                                             | 0 | 4 | 0 | 0 | 1 | 1 | 0 | 0 | 0 | 6 | 17 | 1 |
| 勝投： Tim Stoddard（1–0） 敗投： Kent Tekulve（0–1） 全壘打： 金鶯：無 海盜：威利·史塔格爾（2下,1分） |   |   |   |   |   |   |   |   |   |   |    |   |

海盜隊的攻勢一樣發生在2局下，威利·史塔格爾率先開轟吹響號角。之後海盜隊單局敲出5支安打攻下4分大局。
金鶯隊不肯認輸，3局上也敲出3支安打追回3分。而海盜則是在5、6兩局慢慢擴大領先。
8局上，戰局風雲變色。金鶯單局敲出5支安打，包含2支長打在內，一舉攻下6分。雖然海盜隊整場敲出17支安打比對手多了5支，不過卻仍以3分落敗。

### 第五戰：10月14日
賓夕法尼亞州，匹茲堡，三河體育場
| 巴爾的摩金鶯                                            | 0 | 0 | 0 | 0 | 1 | 0 | 0 | 0 | 0 | 1 | 6  | 2 |
| 匹茲堡海盜                                              | 0 | 0 | 0 | 0 | 0 | 2 | 2 | 3 | X | 7 | 13 | 1 |
| 勝投： 伯特·布萊勒文（1–0） 敗投： Mike Flanagan（1–1） |   |   |   |   |   |   |   |   |   |   |    |   |

兩隊在前四局都沒有攻勢，直到5局上，金鶯才率先打破鴨蛋。
Mike Flanagan前五局表現虎虎生風，不過6局下狀況不穩掉了2分，退場時球隊反而以1比2陷入落後。
7局下，Tim Foli和戴夫·帕克接連敲出長打，海盜隊再拿下2分。8局上，海盜隊不打算收手。他們單局敲出4支安打又攻下3分。終場海盜便以7比1大勝金鶯。

### 第六戰：10月16日
馬里蘭州，巴爾的摩，紀念體育場
| 匹茲堡海盜                                              | 0 | 0 | 0 | 0 | 0 | 0 | 2 | 2 | 0 | 4 | 10 | 0 |
| 巴爾的摩金鶯                                            | 0 | 0 | 0 | 0 | 0 | 0 | 0 | 0 | 0 | 0 | 7  | 1 |
| 勝投： John Candelaria（1–1） 敗投： 吉姆·帕爾默（0–1） |   |   |   |   |   |   |   |   |   |   |    |   |

兩邊在前6局形成投手戰，而吉姆·帕爾默在7局上被突破封鎖，接連被敲出3支安打失2分。
8局上，海盜隊一樣敲出3支安打，又拿下了2分。加上Kent Tekulve後援3局無失分，海盜隊便連拿2勝，將戰局逼到第七戰。

### 第七戰：10月17日
馬里蘭州，巴爾的摩，紀念體育場
| 匹茲堡海盜 | 0 | 0 | 0 | 0 | 0 | 2 | 0 | 0 | 2 | 4 | 10 | 0 |
| 巴爾的摩金鶯 | 0 | 0 | 1 | 0 | 0 | 0 | 0 | 0 | 0 | 1 | 4  | 2 |
| 勝投： Grant Jackson（1–0） 敗投： Scott McGregor（0–1） 全壘打： 海盜：威利·史塔格爾（6上,2分） 金鶯：Rich Dauer（3下,1分） |   |   |   |   |   |   |   |   |   |   |    |   |

前5局，雙方只有金鶯隊的Rich Dauer在3局下開轟搶下分數。6局上，海盜再次上演逆轉秀，威利·史塔格爾敲出系列賽第三轟，一棒逆轉分數。
9局上，海盜隊又敲出3支安打先拿下1分，接著金鶯投手群控球走鐘，連丟兩顆觸身球再丟一分。最後海盜4比1贏球，在系列賽1勝3敗落後時連拿3勝逆轉奪冠。

## 焦點球員
海盜
- 威利·史塔格爾：世界大賽打擊率4成，敲出3轟和7分打點都是全隊第一。

- Bill Madlock：世界大賽打擊率3成75，敲出9支安打和獲得隊上最多的5次保送。

- 戴夫·帕克：世界大賽打擊率3成45，敲出3支二壘安打和4分打點。

- Kent Tekulve：世界大賽出賽5場，拿下3次救援成功，防禦率2.89。

金鶯
- Mike Flanagan：世界大賽出賽3場，拿下1勝1敗，防禦率3.00。

- Kiko Garcia：世界大賽打擊率4成，敲出8支安打和全隊最高的6分打點。

- 布魯克斯·羅賓森：世界大賽敲出7安與5分打點為全隊最高。

- Ken Singleton：世界大賽敲出10支安打居全隊第一。

## 外部連結
- Almanac網站上關於1979年世界大賽的頁面（页面存档备份，存于）
- MLB官網裡的1979年世界大賽頁面（页面存档备份，存于）
- Reference網站上關於1979年世界大賽的頁面（页面存档备份，存于）
- 1979年世界大賽逐場比賽結果以及每一球詳細紀錄[]